# Гордів
Гордів (Гордіїв, рос. Гордов, Городов, Гордеев) — колишній хутір у Негребівській сільській раді Радомишльського району Волинської округи Української РСР.

## Населення
У 1896 році в поселенні налічувалося 49 мешканців, наприкінці 19 століття — 61 особа, з них 27 чоловіків та 34 жінки, дворів — 13, у 1924 році — 63 особи (з перевагою населення німецької національности), дворів — 13.

## Історія
Колишнє лютеранське поселення, лежало південно-західніше Києва.
Наприкінці 19 століття — поміщицьке урочище Кичкирівської волості Радомисльського повіту Київської губернії. Відстань до повітового центру м. Радомисль, де знаходилася також найближча телеграфна станція — 13 верст, до найближчої залізничної станції Житомир — 61 верста, до найближчої пароплавної станції в Києві — 80 верст, до поштових казенної та земської станцій у Кочерові — 10 верст. Основним заняттям мешканців було хліборобство. В поселенні числилося 102 десятини землі, яка належала Іванові Богданенку, система землеробства — однопілля.
У 1923 році — хутір; включений до складу новоствореної Краснослобідської сільської ради. 16 січня 1923 року переданий до складу Негребівської сільської ради, яка 7 березня 1923 року увійшла до складу новоутвореного Ставищенського району Малинської округи. 13 березня 1925 року, в складі сільської ради, переданий до складу Радомишльського району Житомирської (згодом — Волинська) округи.
Виключений з обліку населених пунктів до 1 жовтня 1941 року.